# Tentorium
Tentorium is een geslacht van sponsdieren uit de klasse van de Demospongiae (gewone sponzen).

## Soorten
- Tentorium levantinum Ilan, Gugel, Galil & Janussen, 2003
- Tentorium papillatum (Kirkpatrick, 1908)
- Tentorium semisuberites (Schmidt, 1870)